# Christiaan Groothoff
Christiaan Jacobus Groothoff (* 11. September 1878 in Zaltbommel; † 28. Januar 1954 in Bilthoven) war ein niederländischer Fußballschiedsrichter.
Groothoff zog schon in jungen Jahren nach Amsterdam. Im Jahr 1898 wurde er Schiedsrichter und pfiff bis 1947 Spiele für den niederländischen Fußballverband. Im Jahr 1912 wurde er auch zum internationalen Schiedsrichter ernannt und pfiff vier Partien beim  Fußballturnier der Olympischen Sommerspiele 1912 in Amsterdam. Darunter war das Spiel Deutsches Reich – Russland 16:0 (8:0), der bis dato höchsten Sieg einer deutschen Fußballnationalmannschaft, und das Finale zwischen Großbritannien und Dänemark (4:2).